# 王慎德 (萬曆進士)
王慎德（1552年—？），字元明，號遂初，浙江嘉興府嘉善縣人，民籍，明朝政治人物。

## 生平
萬曆七年（1579年）己卯科浙江鄉試第七十六名，萬曆八年（1580年）庚辰科會試第一百十九名，登三甲第七十二名進士。大理寺觀政，本年授江西万安县知县，十四年行取，擢广东道监察御史，十五年丁憂归乡。十八年起补江西道御史，十九年巡按广东，二十年养病。二十二年再补江西道御史，巡按四川，二十四年因忤旨罢官为民。明光宗即位，赠光禄寺少卿。

## 家族
曾祖王孟璿；祖父王宥；父王訪，封知县。母張氏。具庆下。兄王衮、弟王恒德、王懷德。